# 2015-ös magyar tekebajnokság
A 2015-ös magyar tekebajnokság a hetvenhetedik magyar bajnokság volt. A bajnokságot május 9. és 10. között rendezték meg, a férfiakét Egerben, a Vilati pályáján, a nőkét Bábolnán, a Bábolna SE pályáján.

## Eredmények
| Versenyszám            | Arany                                | Arany | Ezüst                             | Ezüst | Bronz                                                                     | Bronz |
| ---------------------- | ------------------------------------ | ----- | --------------------------------- | ----- | ------------------------------------------------------------------------- | ----- |
| Férfi egyéni           | Pintér Károly Zalaegerszegi TK       | 638   | Nemes Attila Zalaegerszegi TK     | 630   | Karsai László Szegedi TE                                                  | 628   |
| Férfi sprint           | Farkas Sándor Zalaegerszegi TK       |       | Fehér Béla Szegedi TE             |       | Járfás Szilárd Zalaegerszegi TKPintér Károly Zalaegerszegi TK             |       |
| Férfi összetett egyéni | Kiss Tamás KK Neumarkt               | 853   | Pintér Károly Zalaegerszegi TK    | 851   | Karsai László Szegedi TE                                                  | 845   |
| Női egyéni             | Dallosné Takács Anita Balatoni Vasas | 627   | Sáfrány Anita Rákoshegyi VSE      | 611   | Bordács Dorottya Ferencvárosi TC                                          | 605   |
| Női sprint             | Ballók Csilla Ferencvárosi TC        |       | Kovács Dóra Zalaegerszegi TE-ZÁÉV |       | Dallosné Takács Anita Balatoni VasasKopornoky-Horváth Gabriella BKV Előre |       |
| Női összetett egyéni   | Dallosné Takács Anita Balatoni Vasas | 838   | Sáfrány Anita Rákoshegyi VSE      | 813   | Bordács Dorottya Ferencvárosi TC                                          | 812   |